# Liga de Futebol de São Pedro e Miquelão de 2020
A Liga de Futebol de São Pedro e Miquelão de 2020 será a 45ª edição da Liga de Futebol de São Pedro e Miquelão, o principal campeonato do território ultramarino francês. Os três clubes amadores existentes na ilha participarão do campeonato: Ilienne Amateurs, Miquelonnaise e Saint-Pierraise. O torneio tem início em 27 de junho e término em 19 de setembro, a competição chegou a ter seu início adiado por conta da pandemia de COVID-19 em São Pedro e Miquelão.
O Saint-Pierraise está defendendo o título.[carece de fontes?]

## Clubes
| Clube                 | Comuna            | Estádio                | Capacidade |
| --------------------- | ----------------- | ---------------------- | ---------- |
| A.S. Ilienne Amateurs | São Pedro         | Stade John Girardin    | 1 400      |
| A.S. Miquelonnaise    | Miquelão-Langlade | Stade de l'Avenir      | 200        |
| A.S. Saint-Pierraise  | São Pedro         | Stade Léonce Claireaux | 500        |

## Transmissão
A filial da France Info em São Pedro e Miquelão transmite algumas partidas na sua página do Facebook.

## Formato
As três equipes se enfrentam dez vezes, totalizando 18 partidas cada uma. O campeonato será dividido em 3 mini-copas: Coupe Rotary Club, Coupe Taxi Tan e Coupe Agricole Eco, a classificação do campeonato geral é obtida pela soma total das classificações finais dessas três mini-copas. As duas equipes melhores colocadas na classificação geral disputam a final da Copa do Arquipélago.

## Coupe Rotary Club
| Pos | Time             | J | V | E | D | GP | GC | SG | Pts |
| --- | ---------------- | - | - | - | - | -- | -- | -- | --- |
| 1   | Miquelonnaise    | 4 | 2 | 1 | 1 | 8  | 5  | +3 | 7   |
| 2   | Saint-Pierraise  | 4 | 2 | 1 | 1 | 5  | 3  | +2 | 7   |
| 3   | Ilienne Amateurs | 4 | 0 | 2 | 2 | 4  | 9  | -5 | 2   |

Fonte: FFF
1ª Rodada
| 27 de junho   | Miquelonnaise | 4 – 1     | Ilienne Amateurs | Miquelão-Langlade          |  |
| 14:45 (UTC−2) |               | Relatório |                  | Estádio: Stade de l'Avenir |  |

2ª Rodada
| 1 de julho | Ilienne Amateurs | 1 – 1     | Saint-Pierraise | São Pedro                       |  |
| 19:00 (UTC−2) | Artano 45+3'     | Relatório | Pereira 45+4'   | Estádio: Stade Léonce Claireaux |  |
| Nota: O jogo foi realizado no Stade Léonce Claireaux por conta das obras sendo realizadas no complexo Louis Quédinet. |                  |           |                 |                                 |  |

3ª Rodada
| 4 de julho    | Saint-Pierraise | 0 – 2     | Miquelonnaise                               | São Pedro                       |  |
| 14:30 (UTC−2) |                 | Relatório | Hugo Gaspard 1' · Nicolas Lemaine 16' (pen) | Estádio: Stade Léonce Claireaux |  |

4ª Rodada
| 8 de julho    | Ilienne Amateurs          | 2 – 2     | Miquelonnaise              | São Pedro                    |  |
| 19:00 (UTC−2) | Maxime Gautier · Noah Bry | Relatório | Joris Le Gal · Aldric Mahé | Estádio: Stade John Girardin |  |

5ª Rodada
| 11 de julho   | Miquelonnaise | 0 – 2 | Saint-Pierraise | Miquelão-Langlade          |  |
| 14:30 (UTC−2) |               |       |                 | Estádio: Stade de l'Avenir |  |

6ª Rodada
| 14 de julho   | Saint-Pierraise                       | 2 – 0     | Ilienne Amateurs | São Pedro                       |  |
| 17:00 (UTC−2) | Maxime Milongi 32' · Hugo Pereira 60' | Relatório |                  | Estádio: Stade Léonce Claireaux |  |

## Coupe Taxi Tan
| Pos | Time             | J | V | E | D | GP | GC | SG | Pts |
| --- | ---------------- | - | - | - | - | -- | -- | -- | --- |
| 1   | Ilienne Amateurs | 0 | 0 | 0 | 0 | 0  | 0  | 0  | 0   |
| 2   | Miquelonnaise    | 0 | 0 | 0 | 0 | 0  | 0  | 0  | 0   |
| 3   | Saint-Pierraise  | 0 | 0 | 0 | 0 | 0  | 0  | 0  | 0   |

## Coupe Agricole Eco
| Pos | Time             | J | V | E | D | GP | GC | SG | Pts |
| --- | ---------------- | - | - | - | - | -- | -- | -- | --- |
| 1   | Ilienne Amateurs | 0 | 0 | 0 | 0 | 0  | 0  | 0  | 0   |
| 2   | Miquelonnaise    | 0 | 0 | 0 | 0 | 0  | 0  | 0  | 0   |
| 3   | Saint-Pierraise  | 0 | 0 | 0 | 0 | 0  | 0  | 0  | 0   |

## Classificação geral
| Pos | Time             | J | V | E | D | GP | GC | SG | Pts | Qualificação                           |
| --- | ---------------- | - | - | - | - | -- | -- | -- | --- | -------------------------------------- |
| 1   | Miquelonnaise    | 4 | 2 | 1 | 1 | 8  | 5  | +3 | 7   | Campeão e Final da Copa do Arquipélago |
| 2   | Saint-Pierraise  | 4 | 2 | 1 | 1 | 5  | 3  | +2 | 7   | Final da Copa do Arquipélago           |
| 3   | Ilienne Amateurs | 4 | 0 | 2 | 2 | 4  | 9  | -5 | 2   |                                        |

## Copa do Arquipélago
|  | Final |             |  |
|  |       |             |  |
|  | 1     | 1º colocado |  |
|  | 2     | 2º colocado |  |

### Final
| a definir | 1º colocado | – | 2º colocado | São Pedro ou MiquelãoLanglade |
| (UTC−2)   |             |   |             |                               |